# Meioneta propinqua
Meioneta propinqua är en spindelart som beskrevs av Alfred Frank Millidge 1991. Meioneta propinqua ingår i släktet Meioneta och familjen täckvävarspindlar. Inga underarter finns listade i Catalogue of Life.